# Agricultura en Mesopotamia
La agricultura fue la principal actividad económica de la Mesopotamia antigua. Debido a las desfavorables condiciones naturales para esta práctica en una gran parte de este territorio, recurrieron al uso de canales de riego para poder obtener buenas cosechas. Debido a estas instalaciones fueron capaces de lograr muy altos rendimientos.
A falta de excavaciones en las zonas rurales, el conocimiento de la agricultura de la antigua Mesopotamia se basa principalmente en los textos antiguos, incluidos los numerosos actos de la práctica de ventas de campos, contratos de explotación o de préstamos con destino a los agricultores, así como la abundante documentación hallada en los edificios administrativos de los palacios y templos de las ciudades de Mesopotamia

## ¿Qué es Mesopotamia?
La Mesopotamia es un territorio que se extiende entre los ríos Tigris y Éufrates, también conocido como Medio Oriente (actual región de Irak), y que abarca partes del sudoeste de Asia y tierras alrededor del mar Mediterráneo oriental. El término mesopotamia significa “tierra entre ríos”.

## Los conjuntos regionales

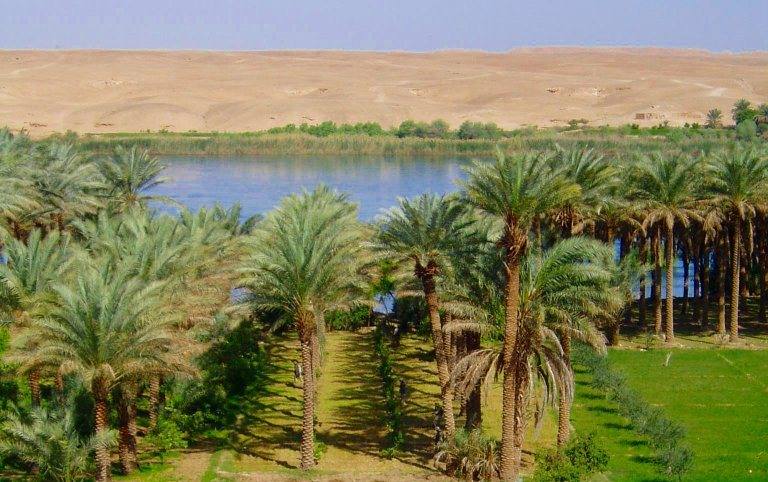
Las regiones agrícolas de la antigua Mesopotamia.

Mesopotamia, que tenía un clima subtropical sin estación seca, estaba dividida en dos grandes zonas agrícolas. La alta Mesopotamia, extensión oriental del Creciente fértil, se encuentra por encima del límite de la isoyeta 200, lo que permitía una agricultura de secano, gracias a las lluvias de invierno y primavera. Esto se aplica también al alto Djézireh (alrededor del triángulo de Khabur), para Asiria y las estribaciones de las montañas Zagros. Al sur de una línea que va desde el curso medio del Balkin y el bajo Djézireh hasta Susa a lo largo de la cadena de los Zagros al este del Tigris es el área de la agricultura de regadío, porque no hay lluvia suficiente para que prospere una agricultura de secano.
Desde la perspectiva del relieve, el norte es una meseta, cuya parte septentrional es más alta. Por el contrario, la baja Mesopotamia es muy llana: la pendiente es muy pequeña o incluso nula en algunos lugares. El extremo sur, límite que ha cambiado en el curso de la historia antigua, es una zona pantanosa.
Los valles de Mesopotamia están bordeadas por el desierto y zonas esteparias, que desempeñan un papel importante en las actividades ganaderas. Las estepas, especialmente las de la alta Mesopotamia, y en particular las situadas cerca del Éufrates medio, se riegan a veces y se convierten en prados durante un par de semanas. El desierto, en la frontera con la Mesopotamia del oeste, recibe menos de 100 mm de lluvia por año en promedio, y por lo tanto es inservible para la agricultura, su uso como un espacio de paso estuvo limitado hasta que no se introdujo el camello en la región.

### Ríos
Los dos principales ríos de Mesopotamia, a los que la región debe su nombre, son el Éufrates y Tigris. El primero tiene un curso más tranquilo que el segundo, y es más rico en sedimentos. Por lo tanto, es más propicio para la agricultura. Ambos ríos drenan una alta carga sólida de sedimentos, lo que provoca una colmatación de sus cauces, que se elevan algo de la llanura. Esto significa que sus crecidas, que se producen en la primavera bajo el efecto de la fusión de la nieve, suelen ser violentas (en especial las de la cuenca del Tigris), y, en cualquier caso insuficiente para el desarrollo de una zona agrícola. Por lo tanto, era necesario desarrollar técnicas de riego artificial en la zona donde la agricultura de secano era imposible. La llanura de la baja Mesopotamia es muy plana, las inundaciones se pueden propagar muy lejos y en ocasiones a los ríos les resulta difícil recuperar el lecho, provocando un cambio de lecho.
En la alta Mesopotamia y en la región de los Zagros, otros ríos más pequeños excavan valles en las zona anexas a Mesopotamia: el Khabur y sus numerosos afluentes constituyen la región conocida como el «Triángulo de Khabur», el Balikh, afluente del Éufrates, el Gran y el Pequeño Zab y el Diyala, afluente del Tigris, el Karun y el Karkheh en Susa.

## Instalaciones y paisajes

### Riego
Hacia el 6000 a. C., las primeras comunidades agrícolas prosperaron en la baja Mesopotamia. Su supervivencia sólo fue posible mediante el establecimiento de un sistema de riego, sin que la superficie agrícola de esta región se viera limitada a las riberas de los principales ríos. La adición del limo aportado por las inundaciones de los ríos y el agua necesaria por el riego dio rendimientos significativamente más altos que los obtenidos en las zonas de secano en la zona de la alta Mesopotamia, donde el regadío también fue desarrollado para aumentar la producción agrícola.

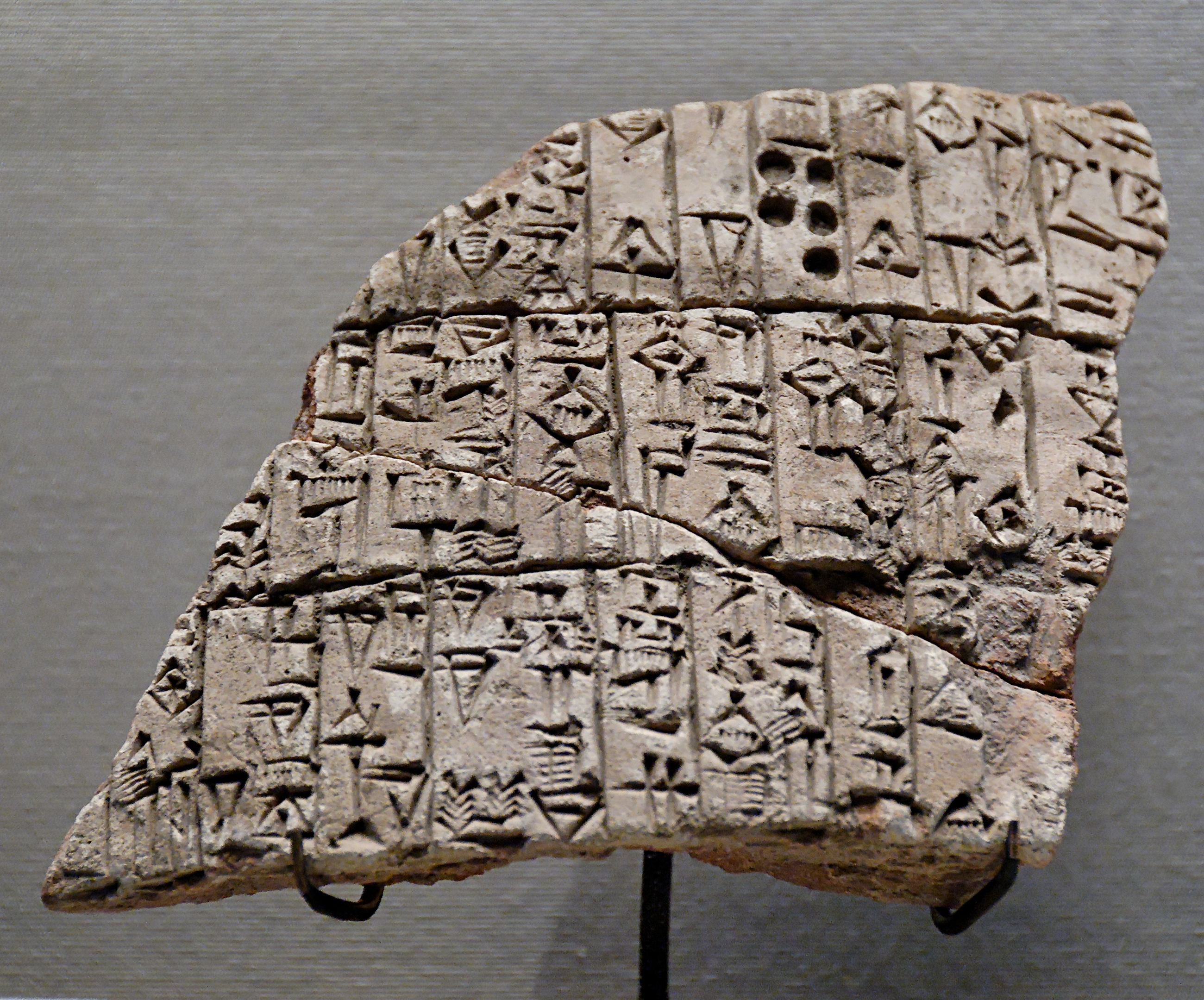
Fragmento de cono de arcilla con inscripciones mencionando la excavación de un canal por el rey Urukagina de Lagash.

Como resultado de los estudios de Karl August Wittfogel, durante mucho tiempo se pensó en que el establecimiento del sistema de riego sólo podría hacerse en el marco de una fuerte centralización del poder dentro de una sociedad muy jerarquizada. En realidad, los más antiguos sistemas de riego fueron realizados por comunidades pequeñas. Los Estados, sin embargo, sólo se ocuparon de desarrollar sistemas extensivos, excavar canales y gestionarlos. Los gobernantes de Mesopotamia también tuvieron siempre como un deber establecer y restaurar los sistemas de riego. Los conflictos también pudieron haber sido motivados por la posesión de buenas tierras de regadío, como los que ocurrieron entre Lagash y Umma en los siglos XXV y XXIV.
El agua necesaria para el riego se llevaba a las superficies cultivadas por medio de canales. Los más grandes salían directamente de los ríos, y servían de base para una red jerárquica de pequeños canales y acequias. El sistema también podría incluir cisternas utilizadas para regular el flujo de los ríos, de canales elevados, y en ocasiones de acueductos, dependiendo del terreno. Se utilizaban esclusas para regular el flujo del agua. Los sedimentos aportados por los ríos causaban la elevación de sus lechos en relación con los campos, y, por tanto, el agua podía irrigar los campos sin equipo especial, excavando una zanja en la orilla del canal en la dirección del campo donde las acequias distribuían el agua uniformemente sobre la superficie del cultivo. Pero también hubo equipos de elevación tales como shadouf y norias a partir del I milenio. También podía regarse desde pozos en las regiones peor drenadas.
El mantenimiento de los principales canales dependía del Estado, a través de representantes locales. La limpieza y las reparaciones se llevaban a cabo en verano, en período de aguas bajas; tarea que debían llevar a cabo las personas que vivían cerca del canal. Aparte de su uso para el riego, los grandes canales eran navegables, y a finales de la primavera podían ser utilizados para el transporte de la cosecha, cuando las aguas del Éufrates eran altas. En los pequeños canales, los mismos usuarios se encargaban de su mantenimiento.
El uso del agua de riego parece reglado por las autoridades. Los administradores eran responsables de regular el flujo de canal, como el sērikum en Mari, o el gugallu en Babilonia. Esto incluía garantizar que todas las áreas de cultivo tuvieran bastante agua, incluso las zonas más remotas; las tierras cercanas a los principales canales parecían mejores, sin embargo, y tenían más valor. Surgían muchos conflictos y están documentados en las cartas y en los códigos de leyes. Estos últimos abordan sobre todo el caso de un agricultor que cierra mal la acequia que utiliza para el riego de su campo, lo que provoca la inundación de su campo y el de sus vecinos, por lo que debe pagar una indemnización.
Para tomar un ejemplo concreto, la red de canales de riego de Mari es conocida por las descripciones incluidas en algunas tablillas de la primera mitad del siglo XVIII, describiendo los trabajos de mantenimiento necesarios. Nombran la «boca» (KA/pûm), la entrada del canal a partir de un curso de agua natural, que debe estar limpia para eliminar los depósitos de arcilla. La estructura básica a este nivel es la muballitum para controlar el desvío del río y el control del nivel de agua en el canal. Se compone de una barrera consistente en postes (tarqullum), reforzada por haces de cañas y ramas. Se distinguen los canales de derivación (takkīrum) y los pequeños canales (yābiltum). Otras instalaciones que se utilizaban para el control de los flujos: las válvulas (errātum) están situadas en el borde del canal para evacuar el agua si el nivel se eleva demasiado. Unas zanjas (atappum) se encontraban al final del canal. Se establecieron represas (kisirtum) para detener el agua. En la red de regadío se encontraban cuencas secundarias alimentadas a través de tuberías de terracota (mašallum). El mantenimiento del canal era muy pesado: el gobernador del Distrito de Terqa debía movilizar alrededor de 2000 hombres de acuerdo con una carta encontrada, y no parecían suficientes.
El riego de los campos implicaría el riesgo de salinización del suelo, la evaporación del agua hace subir los minerales que contiene, y si el contenido de sal del suelo es demasiado alto, el campo ya no puede ser cultivado. Hay que drenar el agua fuera del campo para reponer la tierra. Este problema afectaba a muchas tierras del sur de Mesopotamia, que se hicieron incultivables, resultando abandonadas después de una explotación muy intensiva. En contraste las palmeras crecen muy bien en las tierras salinizadas, lo que explica su gran crecimiento en la baja Mesopotamia.

### Morfología agraria

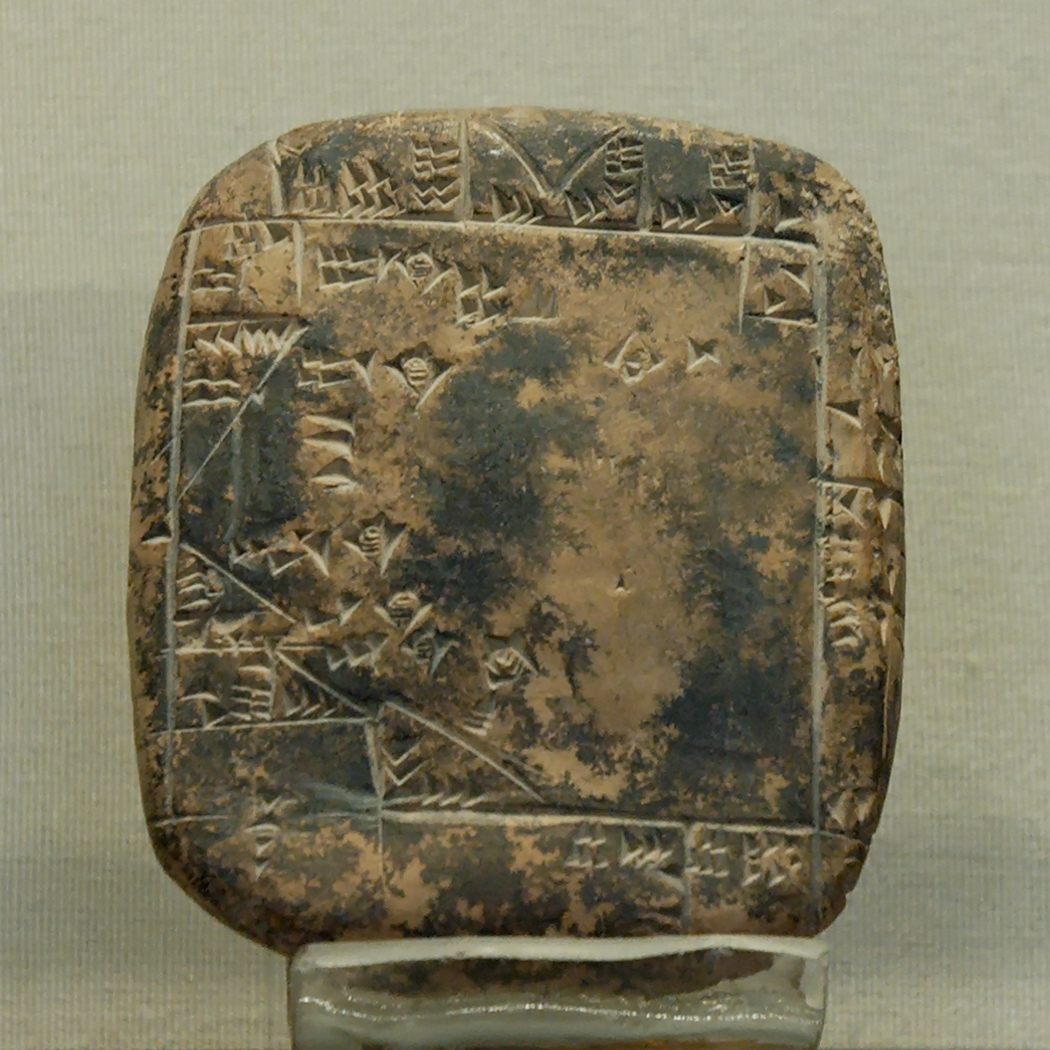
tablilla con el plano de un terreno, Umma Ur III.

Diversos documentos cuneiformes incluyen descripciones de los campos, una centena presentan planos también. Se trata sobre todo de tablillas. Desde el comienzo de la escritura algunas proporcionan la localización de los campos. Bajo la Tercera dinastía de Ur aparecen las primeras tablillas con los planos de los campos, de los que nos proporcionan sus descripciones. Están destinadas para evaluar el rendimiento que de ellos se puede esperar. Posteriormente, la descripción es más precisa. La época neo-babilónica y aqueménida nos ha dado muchos documentos de este tipo, tablillas, así como kudurru ( estelas grabadas a continuación de la donación de los campos). En términos generales, los actos de venta de los campos incluyen su ubicación y su medida. Los textos más precisos especifican las medidas de los lados, los propietarios de las parcelas contiguas, y dividen los campos en diferentes partes dependiendo de la rentabilidad esperada.
Algunos de estos documentos estaban destinados a obtener la medida del campo por los inspectores, y la previsión de la cosecha. Los cálculos de la superficie de los campos se hace adaptando sus forma reales a figuras geométricas fáciles de calcular: un rectángulo en la parte más importante, y las irregularidades eran asimiladas a triángulos. La medición se hacía con cadenas ( EŠ.GID en Sumerio, eblu(m) en Babilonio, ašalu en Asirio). En la época de Ur III y del período paleo-babilónico existieron inspectores especializados, miembros de la administración real (SAG.DÙN, DUB. SAR.A.A.ŠÀ.GA, šassakum).

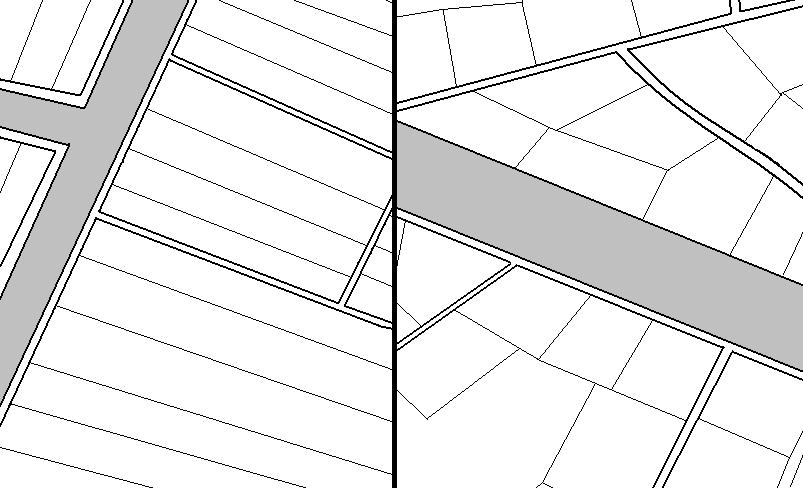
Representación de la morfología de los campos "Sumerio" (a la izquierda) y "Acadio" (a la derecha) en la forma propuesta por Mario Liverani.

Los campos de los territorios irrigados debían tener un acceso directo a un canal. Como resultado, la competencia por el acceso al agua redujo el ancho de los campos para permitir que un mayor número de ellos tuvieran acceso al canal y se consiguió un área más amplia alargando la longitud del campo. Las parcelas son aproximadamente rectangulares, mucho más largas que anchas, resultando en un paisaje de campos «tablilla de parqué». Según M. Liverani. este es el tipo de campo en el país de Sumeria. Más al norte en el país de Akkad, los campos eran más recogidos, al menos, hasta el I milenio, cuando parece que los campos de Babilonia se hacen más alargados. Según el mismo autor, este tipo de campo es el resultado de una planificación, con el fin de optimizar el uso del espacio, permitiendo un máximo de campos con acceso a los canales (y por lo tanto la extensión de este tipo de paisaje fue debida a la voluntad de las autoridades de los principales organismos).
Nada de esto se conoce en la alta Mesopotamia, con la excepción de los terrenos que rodean la ciudad de Nuzi, que muestran una división entre los campos alargados y los campos más igualados.

### Tentativa de reconstrucción del paisaje agrario en Mesopotamia
¿Cómo habría sido el paisaje agrario de la antigua Mesopotamia? El país de Sumeria habría presentado un paisaje de campos como trazados con tiralíneas a lo largo de un canal, mientras que las viviendas se agrupaban en grandes pueblos o ciudades, por lo menos hasta el comienzo de II milenio, cuando la zona experimentó un declive demográfico y el abandono de las grandes ciudades. Las prospecciones realizadas por el Sr. R. McC. Adams, en las cercanías de Nippur y Umma sugieren que antes de este período las aglomeraciones de más de 10 hectáreas acogían a más de las tres cuartas partes de la población, pero algunos pequeños pueblos probablemente hayan escapado a estas prospecciones, y los textos nos dicen que existían a menudo lugares de una única vivienda. Cabe señalar que las aldeas y asentamientos rurales son complejos de definir y recopilar, en la ausencia de excavaciones en asentamientos rurales, y debido a la dificultad que se tiene para analizar los textos concernientes a estos hábitats.

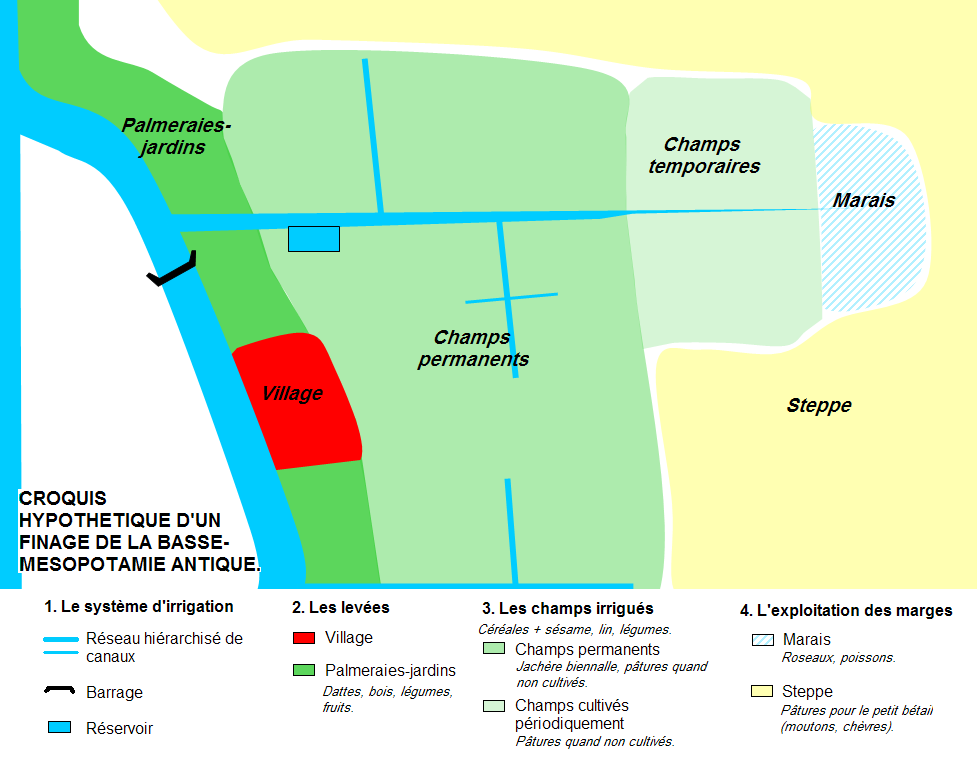
Esquema hipotético de un municipio del sur de Mesopotamia.

En las áreas de la agricultura de regadío del sur, las ciudades parecen más bien establecidas en las riberas de los ríos o de los principales canales naturales, donde los sedimentos habían dado lugar a una elevación del nivel del suelo (lo que limita el riesgo de inundación). Los huertos de palmeras y también los canales circundan los canales, cerca de las aldeas o de los alrededores de las ciudades; En Uruk durante el período neo-babilónico, las parcelas de palmeras son muy alargadas, su lado más largo bordeando los ríos. Al alejarse de las aldeas hacia los límites de las tierras de regadío hacia la zona árida, la red de canales se va reduciendo, y la calidad de la tierra disminuye. El espacio sin cultivar se utiliza para el pastoreo de animales. Los límites de las tierras de regadío también pueden estar marcados por los pantanos, que sirven como espacio para la pesca y la caza o el suministro de cañas (especialmente en el extremo sur de Mesopotamia). Se encuentran hábitats aislados. El reparto del espacio entre las tierras de regadío, desierto y pantanos no era estático; algunos campos se convirtieron en zonas incultas debido a una excesiva concentración de sales en el suelo, y por lo tanto se desertificaron, mientras que por el contrario, una zona desértica se podía mejorar mediante el riego; de la misma manera, los humedales podían ser drenados.
En la alta Mesopotamia, sobre todo en Asiria, país de agricultura de secano, muchos suelos no fueron nunca de regadío. El terreno es más accidentado que en la baja Mesopotamia. Los asentamientos rurales son más pequeñas, y hay muchas aldeas (kaptu) que parecen asentarse más bien en las colinas o en la parte baja de los valles cercanos a los ríos. Las parcelas, de formas desconocidas, son relativamente pequeñas. Los alrededores de los pueblos y de las ciudades, a menudo se regaban, y se plantaron jardines y huertos. La tierra se especializaba en la producción de productos de alto valor, sobre todo la viticultura, y que eran codiciados por los ricos propietarios; esto debería dar paisajes característicos. Algunas regiones de la alta Mesopotamia se encontraban fuera de la zona de agricultura de secano: el medio Éufrates y los valles de Balikh y del bajo Khabur, donde la expansión de la superficie agrícola se llevó a cabo mediante el riego como en la baja Mesopotamia. Estas áreas están ahora mejor documentadas hoy día gracias a los archivos medio-asirios de Tell Sabi Abyad y Tell Sheikh Hamad, y a las prospecciones e investigaciones arqueológicas del paisaje que allí se han llevado a cabo.

## Las actividades agrícolas
Las actividades agrícolas de la antigua Mesopotamia giran en torno a un tríptico formado por campos de cereales/palmerales/huertos-jardines, todo complementado por el ganado, principalmente ovino. El cultivo de los cereales alcanzó elevados rendimientos en el regadío y, con la variedad de los cultivos (especialmente en los jardines) era uno de los puntos fuertes de la agricultura mesopotámica.

### Los cereales
Mesopotamia es una gran tierra cerealista. El principal de ellos era la cebada, en (sumerio SE, en acadio še'u(m )). Principalmente porque se adaptaba mejor a las zonas secas y a los suelos salinos y al calor de la región. Era el alimento básico del país, y también sirvió como punto de referencia para el comercio antes de la introducción del dinero para reemplazarlo. El trigo ( ZIZ , zizzu (m )), también era cultivado, pero en cantidades más pequeñas, así como el espelta ( GIG , kibtu (m)). En el I milenio, se introdujo el arroz (kurangu), pero no de forma generalizada.

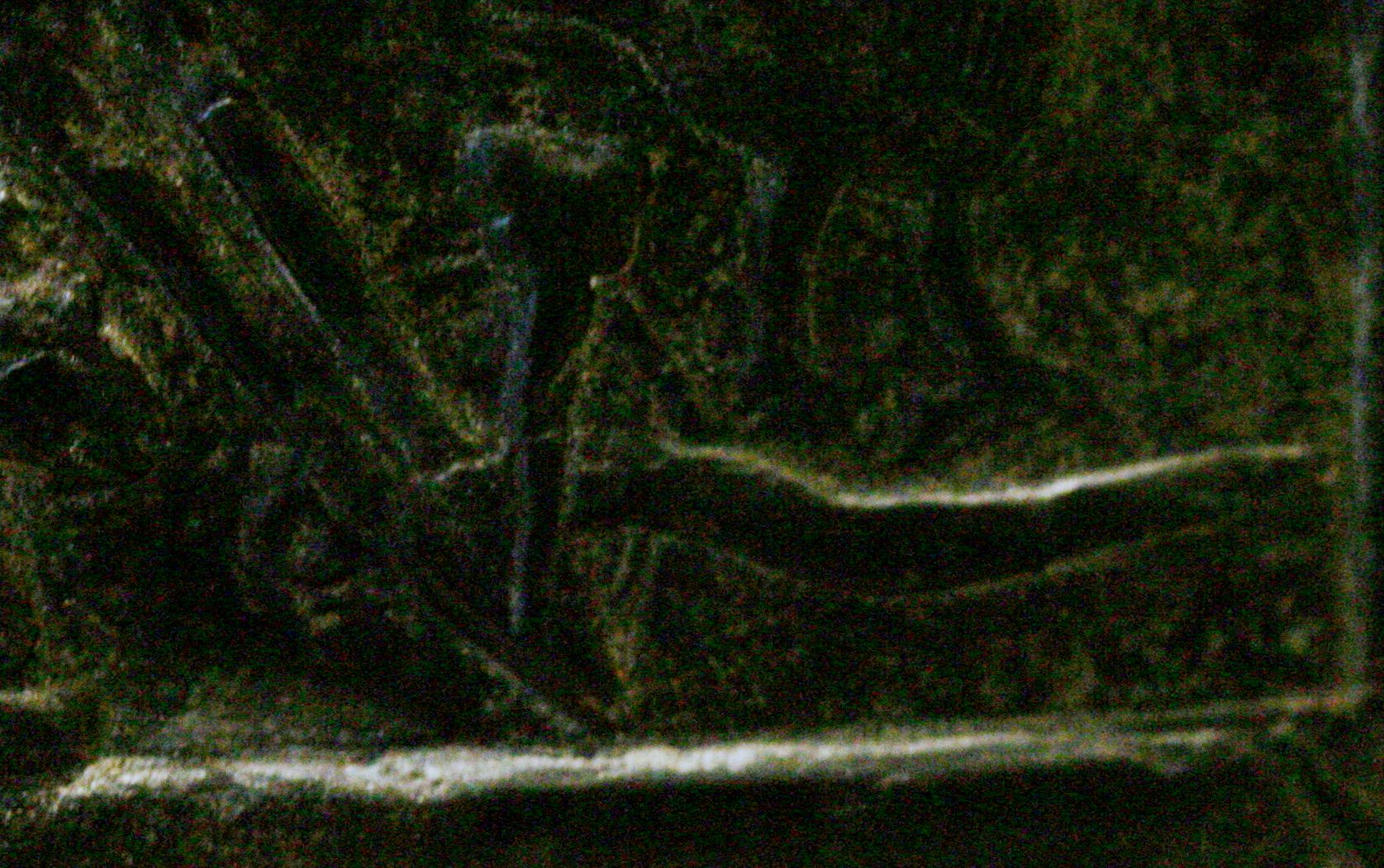
arado, detalle del kudurru de Melishipak,.

El material agrícola utilizado para la explotación agrícola de los cereales se mantuvo estable durante la historia de Mesopotamia, que más o menos se ha fijado en el comienzo de III Milenio ( lo que no significa que no se produjera un lento proceso de mejora ). Las labores se hacían con un arado (aparecido en el período de Uruk), de los que algunos modelos eran muy complejos, y dotados de un sembrador (a partir de las dinastías arcaicas). También se utilizaron la pala y la azada triangular de labranza. Las cosechas se hacían con la hoz de arcilla o de sílex. Una mejora fue la utilización de partes de metal para hacer estos materiales, incluyendo la reja del arado.
Un texto sumerio conocido como el almanaque del granjero nos habla de las técnicas utilizadas para el cultivo de grano. Un padre explica a su hijo, un campesino como él, las técnicas para obtener un mejor rendimiento, que se transmitieron por la deidad agraria Ninurta misma. En primer lugar, se debe regar. El productor debe asegurar que el agua no se extienda demasiado. Después del drenaje, se necesita proteger la tierra húmeda del ganado que podría causar daños. Entonces debe limpiarse el terreno y vallarlo. Luego se divide el terreno en partes iguales, mientras que se «deja al sol del verano», mientras que por otro lado, se hacen las reparaciones necesarias en las herramientas. Una vez que el terreno está suficientemente bien trabajado, podemos arar y sembrar. Ambas operaciones se llevaban a cabo simultáneamente de conformidad con el texto (pero parece que se practica a veces una arada entre las dos faenas), utilizando un arado, y los trabajadores agrícolas iban detrás del arado colocando las semillas en el terreno a la profundidad adecuada. En los textos de la práctica, se ve que los trabajadores se agrupan por equipos, a menudo dirigidos por un jefe, pudiendo usar hasta dos o tres animales de tiro en el caso de las explotaciones más importantes. Estas fases se desarrollaban en otoño.
La única técnica de bonificación de las tierras certificada era el estercolado, durante el paso de los rebaños de ovejas después de la cosecha. Esto estaba más bien limitado, en general, se tenía que recurrir al descanso de las parcelas cada dos años si se trataba de tierras de calidad media, y si se les daba una explotación demasiado intensa o se salinizaban. Las mejores tierras podrían prescindir del descanso. Sin embargo, a veces se practicaba un lavado de las tierras con agua de los canales, para eliminar la sal que había subido a la superficie.
Cuando «el grano ha penetrado en el suelo», es necesario una plegaria a la diosa de los campos Ninkilim para eliminar todo aquello que puedan dañar la cosecha. Una vez que los primeros brotes salen de la tierra, hay que regar, luego la operación se repetirá de nuevo tres veces en diferentes etapas de la evolución de las plantas y, entonces, los resultados serán excelentes. El día propicio se procede a la cosecha. Los cosechadores trabajan en grupos de tres: un segador, un gavillador y otro sin tarea definida. La cosecha se hacía en la primavera, antes de las crecidas de los ríos.
Después de la cosecha viene la trilla, que se realizaba con un tribulum, un tablón de madera que lleva pegados piedras de sílex y que se para el grano y corta la paja, tirado por bueyes. Con este sistema, muy eficaz y rápido en comparación con el «golpeo», se separan el grano y la paja que se utilizaba como material de construcción. Luego se aventaba el grano con horquillas para limpiarlo.
Una vez que la cosecha acaba, se guarda el grano en los graneros, siempre preservado de la humedad.
Los cereales podían ser cocidos en forma de gachas, de tortas de pan, o de alimento para los animales. La cebada también se podía utilizar para hacer cerveza (KAŠ, šikaru(m)), después de la fermentación. Era la bebida alcohólica más consumida en Mesopotamia, con mucho, su producción era muy rentable. En general, las mujeres se ocupaban de la producción de cerveza.
La cebada también se utiliza como medio de pago corriente
El cultivo de los cereales en Mesopotamia era un trabajo muy importante y bien organizado. Se requería una organización colectiva de los trabajadores para gestionar el agua, así como para el trabajo de campo. En los períodos en que la recuperación de tierras se podía hacer correctamente, era posible lograr rendimientos elevados en las tierras de la baja Mesopotamia hasta el 20/1, en el mejor de los casos, aunque el 10/1 parece más común, según algunas estimaciones. En la alta Mesopotamia, la situación era más difícil y es probable que se produjera escasez. El terreno en` el que se practicaba la agricultura de secano las tierras tenían bajo rendimiento de alrededor de 3/1, mientras que en las zonas de regadío la situación era mejor(hasta 7/1).

### El cultivo de palmera datilera

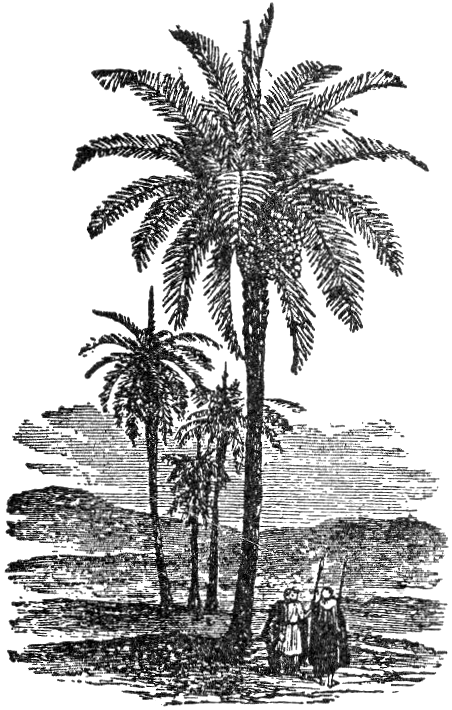
Palmera datilera cultivada en el sur de Mesopotamia

El cultivo de la palmera datilera ocupó un importante lugar en Mesopotamia, especialmente en la mitad sur. Este árbol necesita mucha agua, y se encuentra a lo largo de los cursos de agua en su estado natural. Soporta bastante los suelos salinizados, mientras disfruta del sol y del calor. Teniendo condiciones favorables para su desarrollo en la baja Mesopotamia.
La palmera se cultivaba en grandes palmerales que vemos representados en algunos bajo relieves en el período neeo sumerio. Eran de regadío, y se dividían en varios lotes que constaban de árboles plantados al mismo tiempo. Más comunes en el sur de Mesopotamia, dependían de la administración de las grandes organizaciones. La palma está muy extendida en la naturaleza, la palma solo se plantaba cuando se quería mejorar el cultivo y el rendimiento de este árbol. La altas palmeras servían como refugio para otros cultivos de hortalizas, protegiéndolos del viento, de las tormentas de arena y del calor . El palmeral y los jardines suelen ser la misma cosa.
La palma no comienza a dar sus frutos hasta aproximadamente el quinto año, y vive unos sesenta años, por lo que era necesario una inversión a mediano plazo para desarrollar un palmeral y, a continuación, plantar nuevos árboles con regularidad. Mesopotamian había desarrollado la técnica de la fecundación de las palmeras: el polen masculino era fijado en los tallos femeninos que estaban la parte superior del árbol, lo que aumentaba el rendimiento de esta.
La palmera es un árbol muy práctico, ya que de su cultivo se pueden obtener muchos productos. En primer lugar, madera. Es uno de los pocos árboles que crecen en el sur de Mesopotamia, y por lo tanto la única fuente de madera, aunque su calidad no es la mejor entre los árboles, pero es buena para construir barcos, y también como vigas para los techos de las casas. La palmera da dátiles, que constituyen uno de los alimentos básicos de los habitantes de Mesopotamia. Su alto contenido calórico hace de él un alimento importante. Su hueso puede también ser utilizado como combustible o, molido, como piensos para el ganado. También se puede obtener de él una fuerte bebida, el vino de palma (en realidad una especie de cerveza).

### Otros productos agrícolas

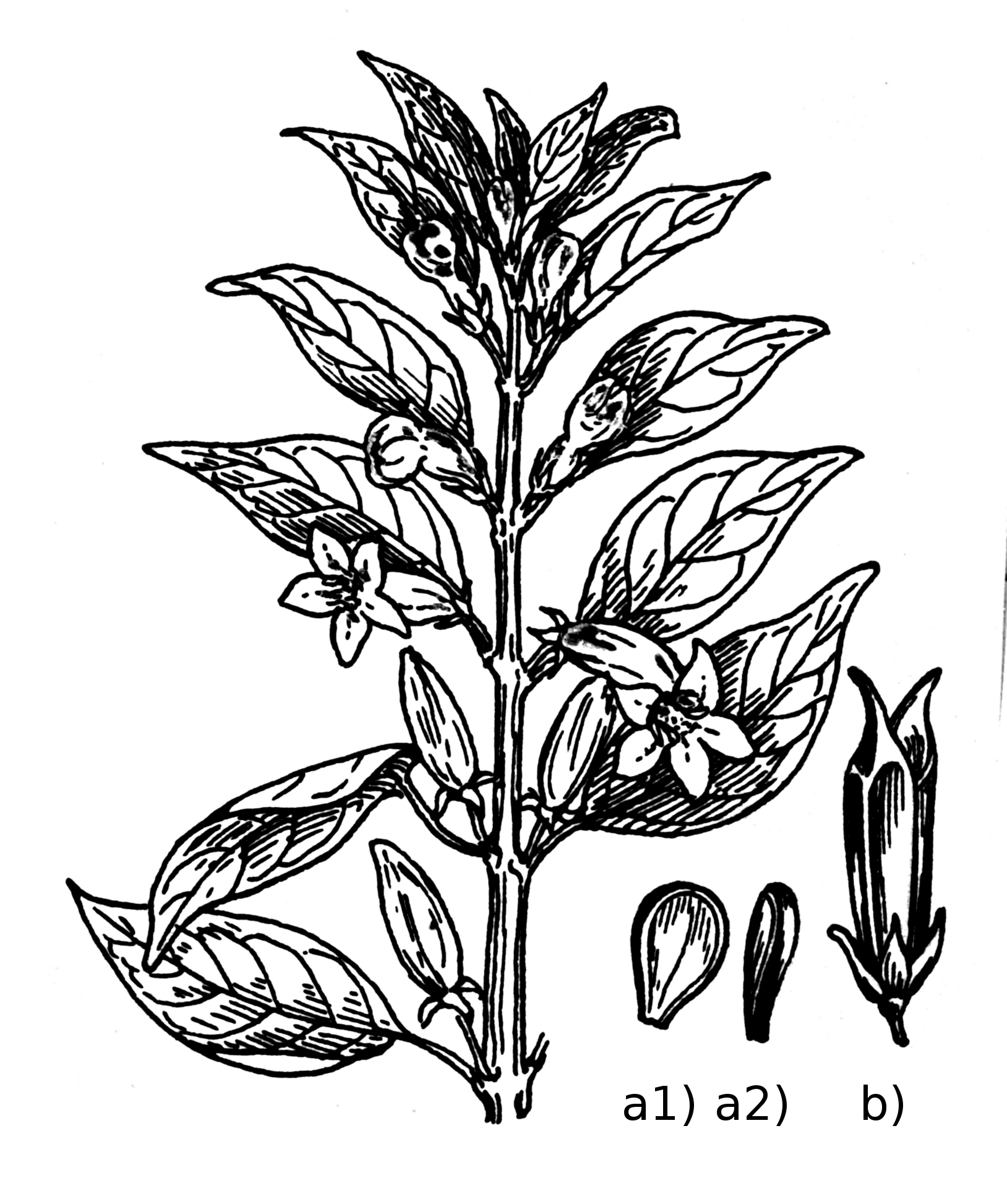
Dibujo de la planta de sésamo: a1) y a2) detalles de las semillas, b) detalle de la vaina.

El lino (GADA, kitū(m)) era aparentemente muy poco cultivado en Mesopotamia antes de la I milenio, aunque se conocía desde el Neolítico. Se utilizaba principalmente para la industria textil, pero sus semillas podían ser consumidas o utilizadas para la producción de aceite.
El sésamo (ŠE.GIŠ.Ì šamaššammū(m)) es el cultivo más importante después de los cereales. Se introdujo en Mesopotamia hacia el final del III milenio desde la India. Su cultivo requiere riego; la siembra se realiza en primavera y la cosecha a finales de verano. Se obtenía aceite, utilizado para la alimentación, el cuidado personal y la iluminación. Los granos también pueden ser consumidos.
En los jardines (GIŠ.KIRI6, kirū(m)), que podían estar formados por palmeras, se plantaban diferentes legumbres, no parece que se hubiesen especializado en un tipo de producto. Son principalmente la lechuga, los pepinos, puerros, ajos, cebollas, leguminosas lentejas garbanzos, judías. También tenían árboles frutales, principalmente granadas e higueras. Los jardines de los reyes neo-asirios tenían una mayor variedad de productos, incluidos intentos de adaptar el olivo.
La vid crecía en el norte de Mesopotamia, y menos en el sur. Se consumía la uva o se extraía vino (GEŠTIN, karānu(m)). El vino se consumía muy poco en comparación con la cerveza, y era un lujo.

### Ganadería
Los agricultores tenían su propio ganado, pero eran las grandes organizaciones las que tenían los mayores rebaños. Se los entregaban a los pastores y ganaderos a los que pagaban. Estos últimos debían conducir el rebaño a las diferentes regiones dependiendo de la temporada, de acuerdo con un principio similar a la trashumancia. Las grandes organizaciones organizaban la reproducción de ganado, e incluso están atestiguados los cruzamientos. 
Los templos eran grandes consumidores de ganado para fines de culto: los sacrificios destinados a los dioses, y también para la adivinación por hépatoscopia (a partir del hígado de las ovejas), muy extendida esta práctica en el período neo babilónico.
El ganado más común eran las ovejas (UDU, immeru(m) ) y las cabras (ÙZ, enzu(m)), con mucho. Los pastores eran responsables del esquileo y de dar la lana a su dueño, si algún animal moría, ellos tenían que entregar la lana, los cueros y los tendones. La leche de (cabra, y también de la vaca) se consumía, y era utilizada para producir mantequilla o queso.

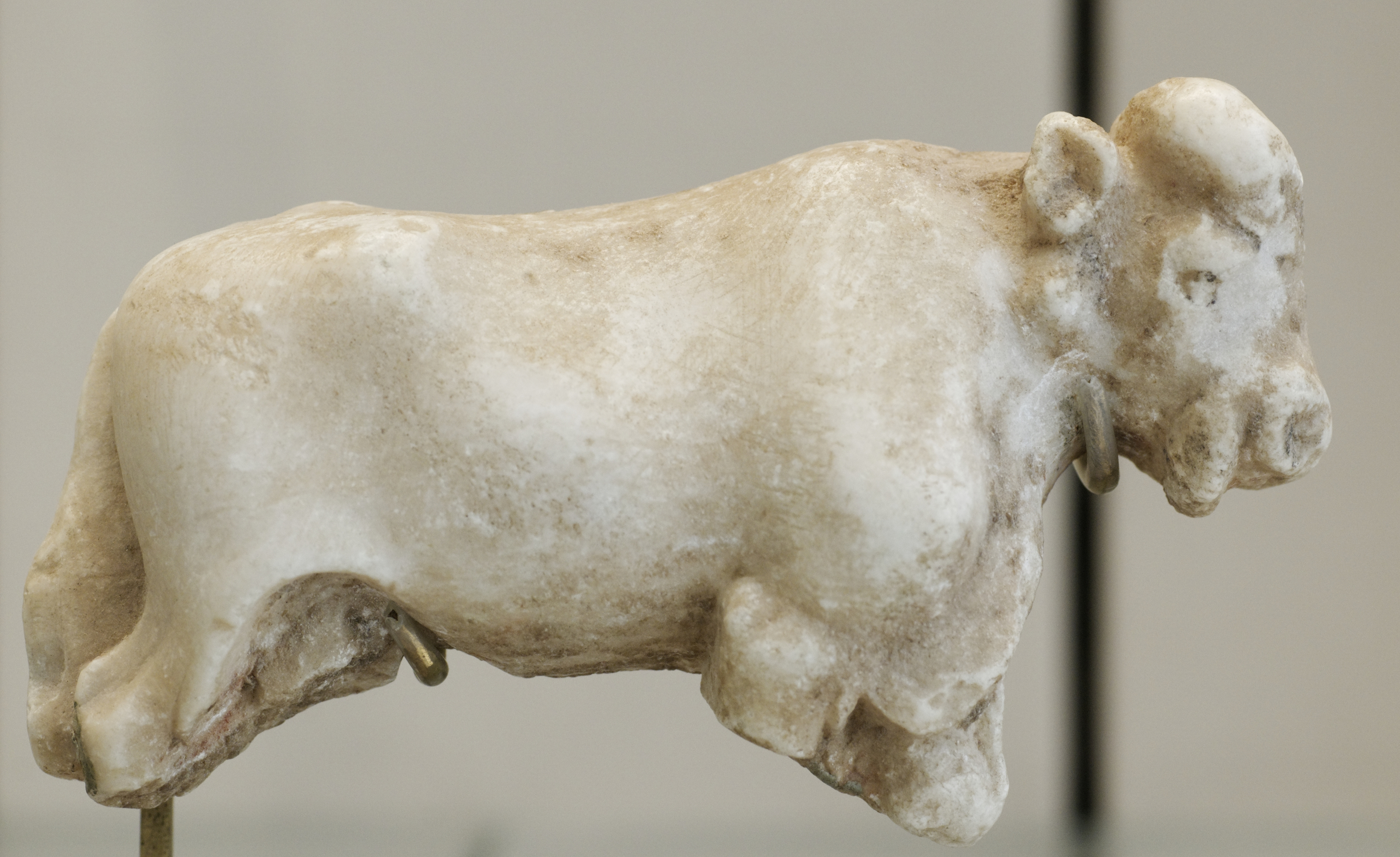
Fragmento de una estatua de bovino, en piedra caliza; Uruk período Djemdet Nasr (fin del IV Milenio.

El ganado bovino (GU4, alpu(m)) y los burros ( ANŠE , imēru(m) ) fueron usados principalmente para trabajos agrícolas y para el transporte. Había también cerdos (ŠAH, šahū(m)). Los caballos (ANŠE.KUR.RA, sīsu(m)) estaban emergiendo gradualmente desde el comienzo del segundo milenio, y el camello (ANŠE.A.AB.BA, ibilu) unos mil años más tarde. También se criaban perros (UR.GI7, kalbu(m)) de caza para los soberanos, como en la Tercera dinastía de Ur.
Las aves de corral atestiguadas desde los comienzos de la historia mesopotámica son el ganso, el pato y las palomas. El gallo y la gallina aparecieron más tarde, llegados desde la India, probablemente en torno al comienzo del I milenio.
La apicultura no se desarrolló en Mesopotamia hasta el comienzo de I milenio. Antes, la miel y la cera tenían que ser importados, especialmente desde Siria.
Los nómadas tenían una gran importancia en la cría de ganado ovino, que era una de sus principales actividades, así como del ganado equino. Podían ser contratados como pastores por las grandes organizaciones, debido a su gran conocimiento de los pastizales y puntos de agua en las zonas más secas.

## Agricultura y Religión

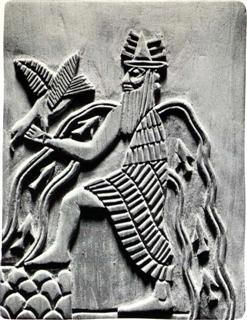
Imagen del Dios Enki, portando sus símbolos característicos el ave, la cabra y las corrientes de agua.

Muchas deidades eran consideradas como estrechamente relacionadas o conexas a la agricultura y la ganadería. El arte de cultivar la tierra y la cría de animales se consideraba como un legado de las enseñanzas de Enki/Ea, el dios que ordenó el mundo. Varias fueron las identidades de la madre tierra, sobre todo los dioses de la Tormenta (Ishkur Adad Addu Teshub), responsable de la lluvia tan importante en Mesopotamia. Porque ellos controlaban el agua del cielo, Adad era nombrado gugallu, como los funcionarios responsables del control del riego. Ningirsu / Ninurta también tiene un carácter agrícola, que se desvaneció con el tiempo, y uno de sus símbolos es el arado. Marduk, el dios de Babilonia, pudo tener un origen agrario en su origen, como lo indica su símbolo, la pala. En la alta Mesopotamia y en Levante, el dios Dagan (cuyo nombre significa "grano") era muy importante para la agricultura. Una leyenda le atribuye la invención del arado.
Un texto Sumerio pone de manifiesto la oposición entre Enkimdu, el dios-agricultor, y Dumuzi, el dios-pastor, que compiten por el favor de Inanna/Ishtar, que representa la fertilidad. Esta última, inicialmente es atraída por el primero, pero en última instancia se vuelve hacia el segundo después de los consejos de su hermano Utu/Shamash, el sol.
El matrimonio entre las dos deidades era importante en la religión mesopotámica. Un ritual, el sagrado matrimonio, que se celebraba durante el mes de Nisan, que marcaba el inicio de la cosecha, que es también el comienzo del año mesopotámico. El nombre de este ritual proviene de que se trataba de una representación de la unión de estos dos dioses, el rey de la ciudad de Uruk, el hogar de estos dos dioses, juega el papel de Dumuzi, y la alta sacerdotisa de la Eanna, el templo de Inanna, desempeñó el papel de la diosa. Una vez que la unión de estos dos seres se realizaba, se consideraba que el futuro del país está asegurado, y que la cosecha sería buena, la diosa de la fecundidad había concedido su gracia al dios local. En el caso de un año problemático y este evento no se pudiera realizar, era percibido como un gran desastre. Este ritual continuó a lo largo de toda la historia mesopotámica, aunque perdió su carácter sexual en el II milenio. El ritual del Año Nuevo ( Akitu ) tenía por función garantizar el renacimiento de la Naturaleza para el nuevo año. Se le encuentra sobre todo en Babilonia, pero también en Ashur, donde se implantó.
Dumuzi era el hijo de la diosa Duttur, patrona de los pastores. Su hermana Geshtinanna, tenía también una carácter agrario, y existían campos con su nombre. Se identifica con otra diosa Acadia relacionada con el mundo rural, Belet-seri (la «dama de la estepa»).
A este cuadro, hay que añadir Ashnan, diosa del grano, y su hermano Lahar, dios del ganado. Un texto que describe la importancia de estas dos deidades, antes de oponerlas en un tenson. El duelo era arbitrado por los grandes dioses Enlil, y Enki, quienes declararon ganador a Ashnan, celebrando la victoria de los campesinos sobre los pastores. Otros duelos oponen a la palmera con el tamarisco, compitiendo para ver quién es más beneficioso para los hombres.
Hay también dioses de las plagas, a los que se debía rezar para evitar cualquier peligro de daños a la ganadería o a la cosecha: Shumuqan, dios de los animales salvajes, Ninkilim, diosa de los ratones y parásitos de los campos, tal como lo exige el «almanaque de los granjeros». Los agricultores también podrían orar a los dioses de la tormenta y de la lluvia, o incluso a Nanna/Sin, la luna, protectora de los pastores y de las personas que se trasladan de una manera general.